# Сафийе Султан
Сафийе Султан (на турски: Safiye Sultan) е наложница на османския султан Мурад III и майка на султан Мехмед III.

## Биография
Според един венециански документ тя е родена около 1550 година в село в Дукагин, тогава под властта на Венецианската република (дн. в Албания). Липсват точни исторически сведения за рожденото ѝ име, както и за датите на раждане и смърт. През 1563 г., на 13-годишна възраст, е представена като робиня на бъдещия Мурад III и става негова наложница. Получава името Сафийе („Чистата“, „Целомъдрената“) и ражда неговия син Мехмед III. При управлението на сина си е валиде султан.
До възкачването на трона на Мурад III Сафийе е единствената му наложница и султанът продължава да има моногамна връзка с нея дори и след като наследява баща си на престола. Това предизвиква недоволството на майката на Мурад III, Нурбану Султан, която настоява султанът да има и други жени и съответно синове от тях заради интересите на династията, тъй като до 1581 г. Мурад и Сафийе имат само един син, Мехмед. Стига се дотам, че през 1583 г. Нурбану обвинява Сафийе, че използва магии, за да направи Мурад импотентен и да му попречи да си вземе други наложници. Вследствие на тези обвинения слугите на Сафийе са изтезавани, за да се докаже вината на Сафийе, а сестрата на Мурад Есмихан му представя две красиви наложници, които той приема. Излекуван от своята импотентност, султанът по-късно става баща на двадесет синове и двадесет и седем дъщери.
Венецианските летописци съобщават, че след първоначалното огорчение Сафийе запазва достойнството си и не показва ревност към султана, а той продължава да я цени и да се допитва до нея по политически въпроси особено след смъртта на Нурбану. По време на последните години от живота на Мурад Сафийе отново е единствената му спътница. Въпреки това е малко вероятно тя да става негова официална съпруга, и съдейки по венецианските и английските източници от епохата, очевидно остава докрая само наложница. Но както Джовани Моро съобщава през 1590 г., като майка на престолонаследника Сафийе се намесвала понякога в държавните дела, а султанът я ценял като разумен и мъдър съветник.

## Потомство
Сафийе ражда на Мурад III четири деца:
- бъдещия султан Мехмед III;
- Шехзаде Султан Махмуд (1568 – 1581);
- Айше Султан († 1605), омъжена първо за босненеца Ибрахим паша Дамат, три пъти велик везир на Османската империя. След неговата смърт е омъжена повторно за Хасан паша Йемиши Дамат, роден в Ругова в християнско семейство, екзекутиран през 1603 г. Третият ѝ брак е с Гюзелдже Махмуд паша, но около година след сватбата им Айше Султан умира;
- Фатма Султан, омъжена за Халил паша Дамат и повторно за Хизир паша.

## Влияние
Сафийе е една от изявените фигури по време на епохата „Женски султанат“. През 1583 г. след мистериозната смърт на Валиде Нурбану Султан се отваря невероятната възможност да заеме мястото ѝ и така тя става третата жена в историята на Османската империя след славните си предшественички Хюррем (1534 -1558) и дъщеря ѝ Михримах (1558 -1574), която управлява султанския харем без да носи титлата „валиде султан“, макар и неофициално да разполага с всички правомощия на пълноправната майка на султана. Сафийе води активна кореспонденция с английската кралица Елизабет I дори и след смъртта на мъжа ѝ през 1595 г., до края на двадесетгодишното си управление над харема от 1583 до 1595 г., по волята на Мурад III и през последвалите осем години (1595 – 1603) като законна валиде. С края на сина ѝ Мехмед III, съвпада и смъртта на Елизабет, като така е поставен окончателният край на приятелските взаимоотношения между Османската и тогавашната Британска империя. След възкачването на внука ѝ Ахмед I Сафийе е преместена от Топкапъ сарай в Одринския стар дворец, въпреки че влиянието ѝ намалява чувствително.
Според повечето исторически извори умира след 1619 г.